# Édifice Louis-S.-St-Laurent
L’édifice Louis S. St-Laurent est un bâtiment de Québec, au Canada. Construit entre 1872 et 1873, cet édifice abrite initialement le bureau de poste central de la ville, et de nos jours des bureaux gouvernementaux.

## Description

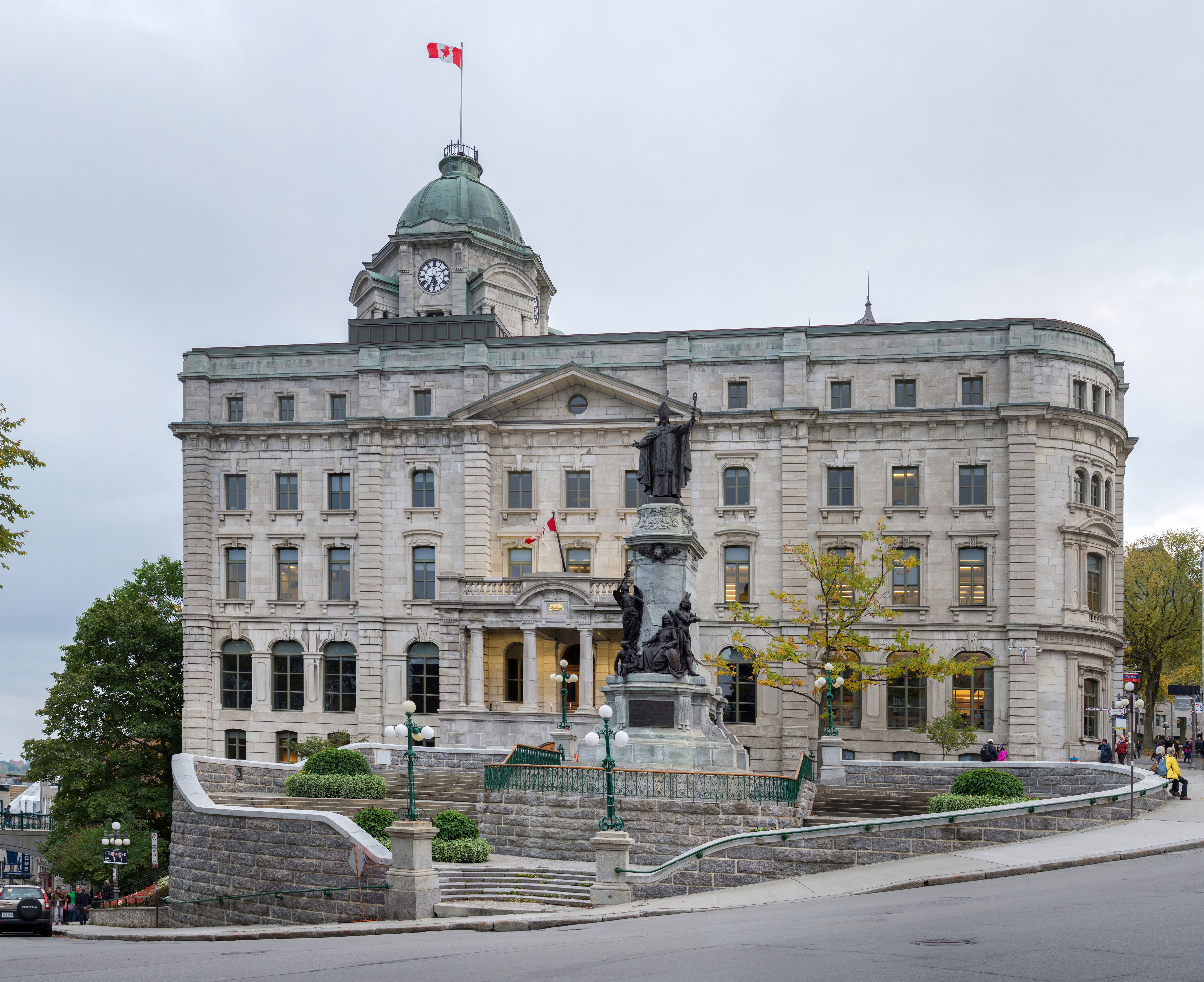
Façade nord

À partir de 1846, le bureau de poste central de la ville occupe ce terrain en s'établissant dans la maison du Chien d’or. Cette auberge est démolie pour permettre la construction du nouvel édifice entre 1871 et 1873. En mémoire, une pierre commémorant le chien d'or surplombe la porte principale. Les plans sont réalisés par l'architecte Pierre Gauvreau, dans un style Second Empire, combiné avec des éléments de style Beaux-arts. L'édifice est bâti avec des pierre de taille bouchardée de calcaire de la formation de Deschambault, à Saint-Marc-des-Carrières. À l'intérieur, les murs du comptoir postal sont lambrissés de marbre gris-bleu provenant des carrières de Philipsburgh.
En 1913, le bâtiment subit d'importants travaux d'agrandissement. La façade donnant sur le fleuve Saint-Laurent est agrémenté de colonnes et d'une coupole. Le 25 octobre 1934, une fusillade mortelle est causée par le facteur licencié Rosaire Bilodeau.
En 1983, le site est classé Édifice fédéral du patrimoine. Le 11 juin 1984, l'édifice est nommé en l'honneur du premier ministre Louis-Stephen St-Laurent. Actuellement, l'édifice loge un comptoir postal spécialisé en philatélie et des bureaux gouvernementaux.

## Galerie

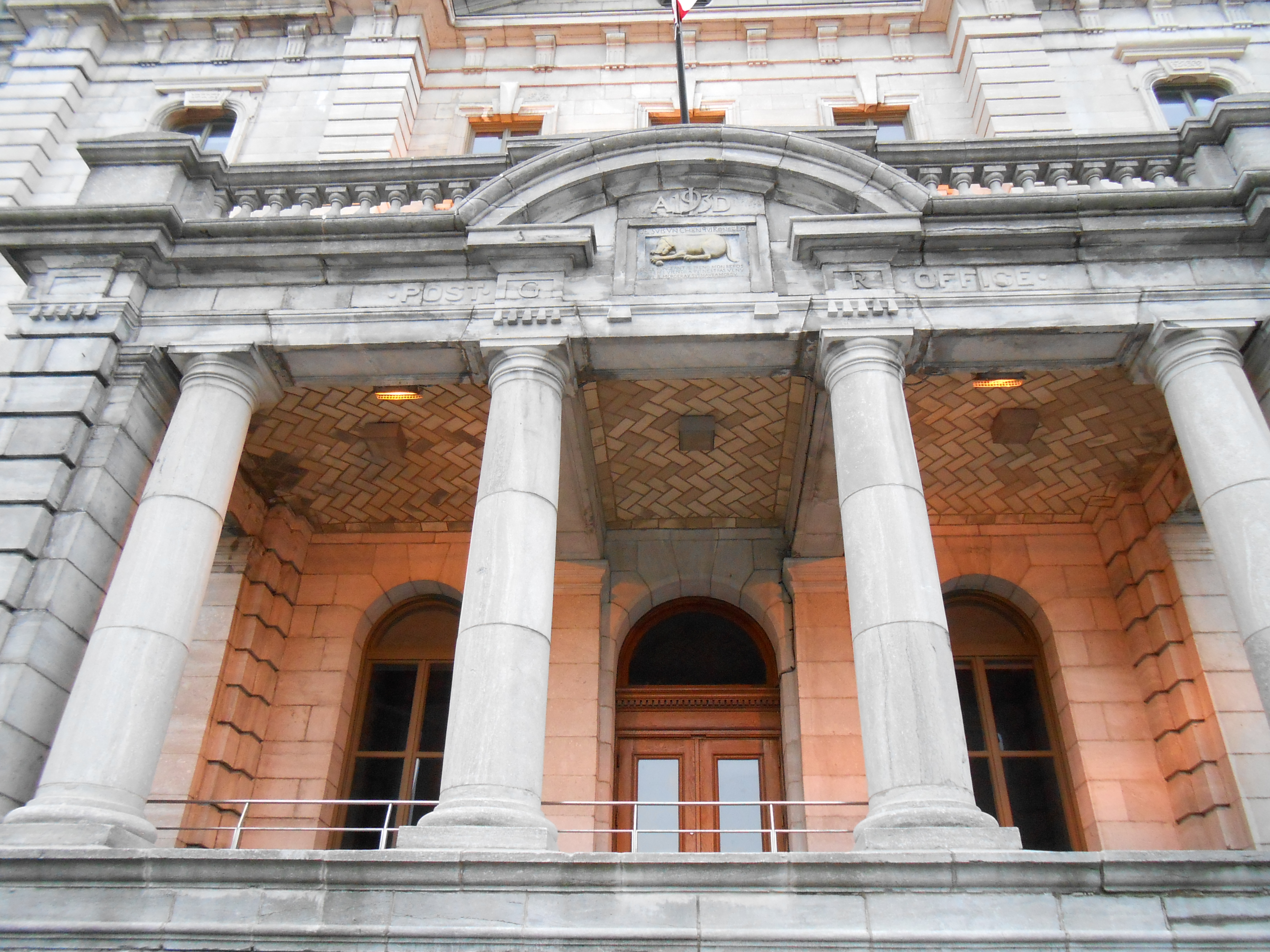
Au-dessus de la porte principale, se trouve...
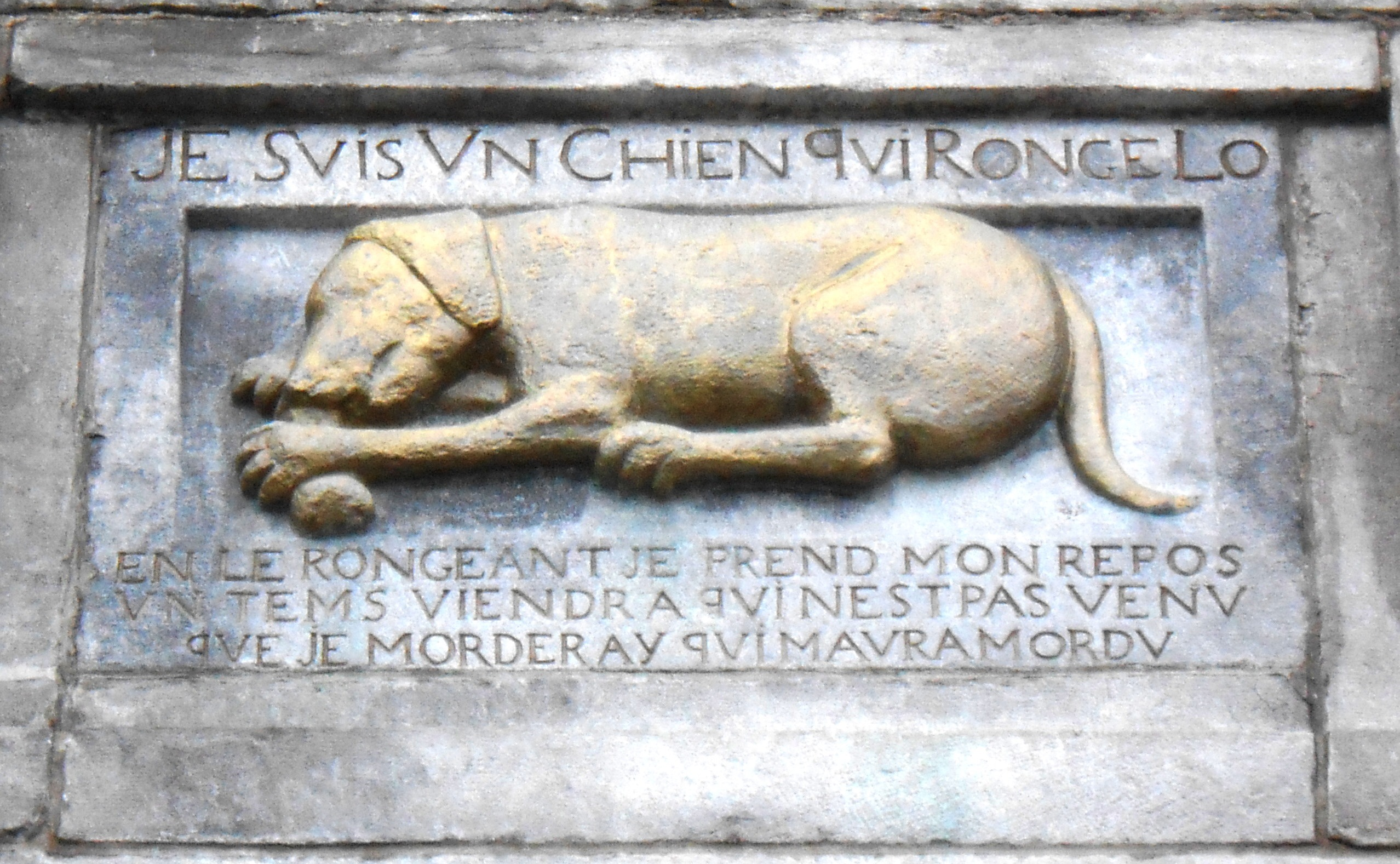
le bas-relief du Chien d'or
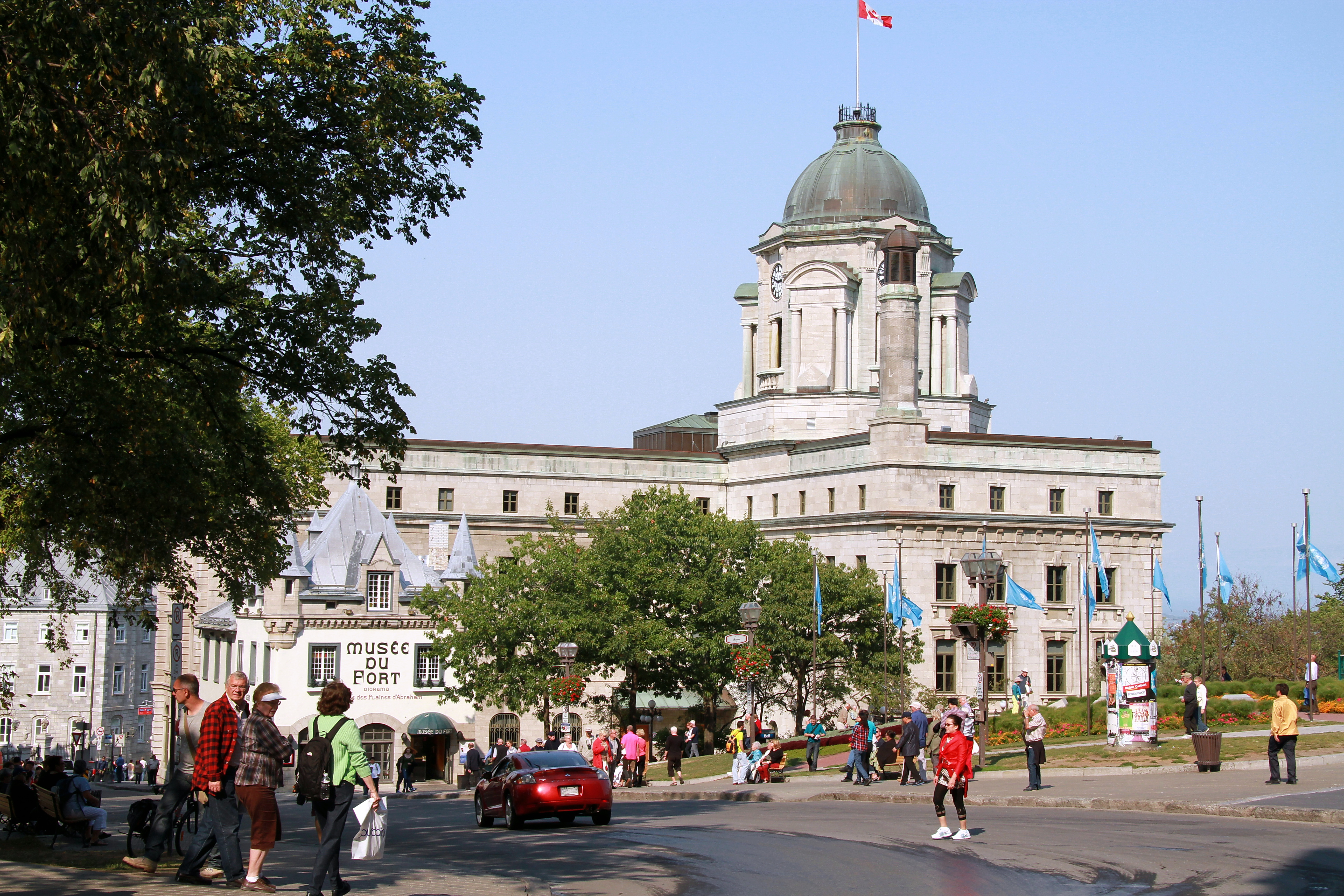
Vue en direction nord
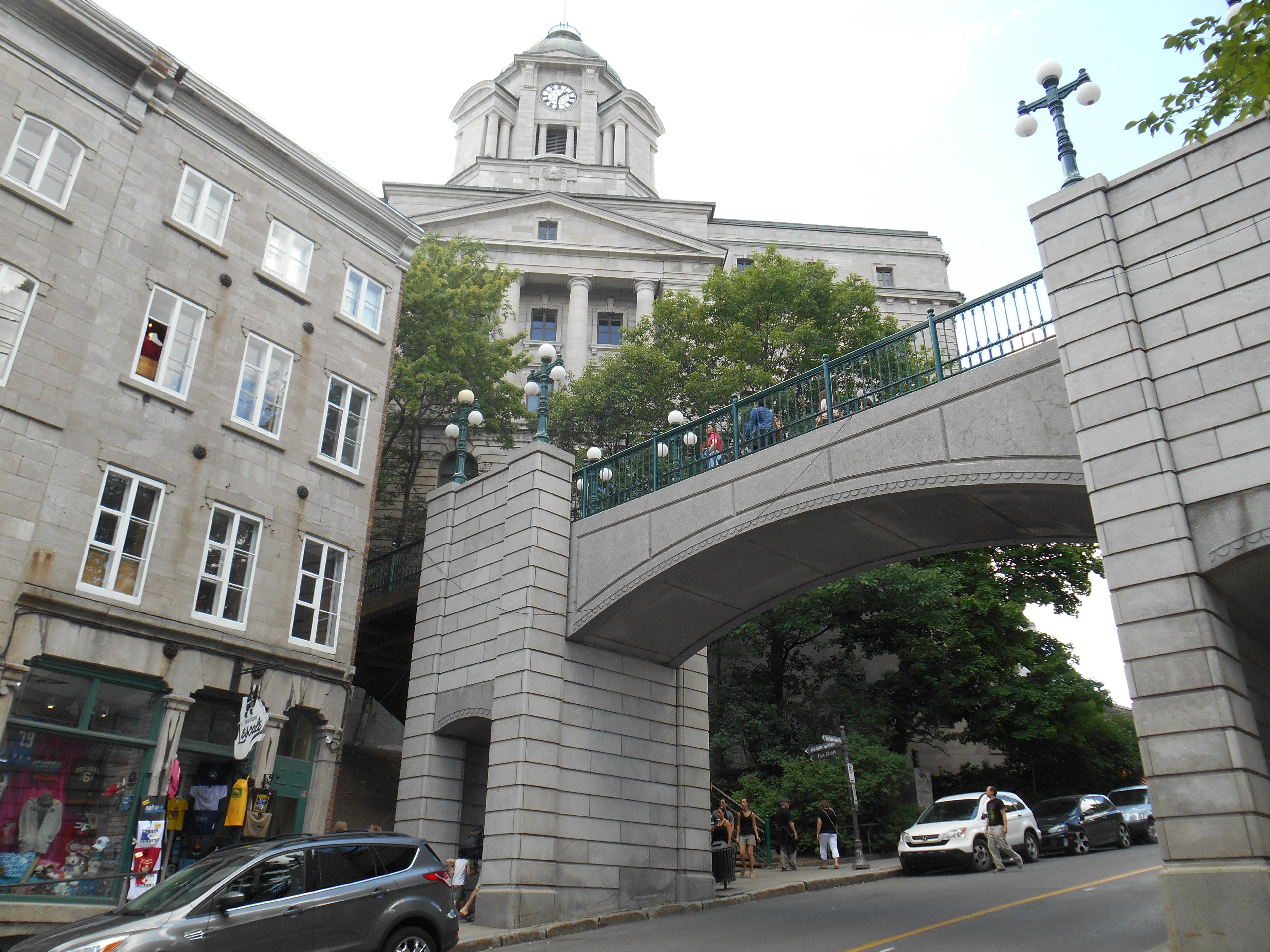
Surmontant la porte Prescott, côte de la Montagne
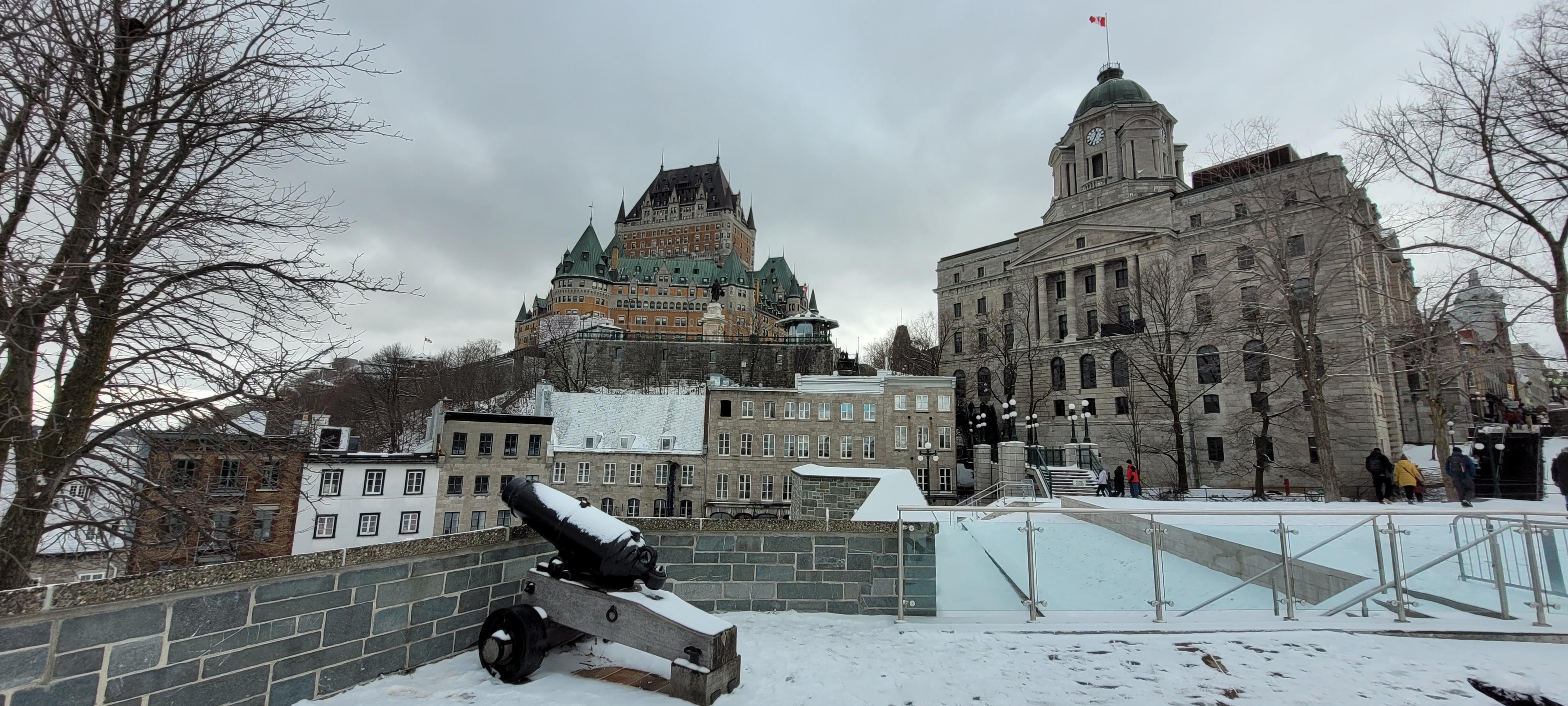